# Santa Cruz de Moncayo (kommunhuvudort)
Santa Cruz de Moncayo är en kommunhuvudort i Spanien.   Den ligger i provinsen Provincia de Zaragoza och regionen Aragonien, i den nordöstra delen av landet, 230 km nordost om huvudstaden Madrid. Santa Cruz de Moncayo ligger 621 meter över havet och antalet invånare är 112.
Terrängen runt Santa Cruz de Moncayo är kuperad västerut, men österut är den platt. Runt Santa Cruz de Moncayo är det mycket glesbefolkat, med 5 invånare per kvadratkilometer. Närmaste större samhälle är Tarazona, 3,5 km nordost om Santa Cruz de Moncayo. Omgivningarna runt Santa Cruz de Moncayo är i huvudsak ett öppet busklandskap.